# 縄文真脇駅
縄文真脇駅（じょうもんまわきえき）は、石川県鳳珠郡能登町真脇にあった、のと鉄道能登線の駅。2005年（平成17年）、能登線の廃止により廃駅となった。

## 概要
1981年（昭和56年）に当駅付近で縄文時代の遺跡が発見され（真脇遺跡）、それに因んでのと鉄道への移管時に「縄文真脇」に改称された。
ログハウス風の駅舎があり、第4回中部の駅百選に選ばれている。なお、当駅にはかつて急行が停車していた。

## 歴史
- 1963年（昭和38年）10月1日：日本国有鉄道（国鉄）能登線の真脇駅（まわきえき）として開業[2]。旅客のみを取り扱う無人駅[3]。
- 1987年（昭和62年）4月1日：国鉄分割民営化により西日本旅客鉄道に承継される[1]。
- 1988年（昭和63年）3月25日：のと鉄道に転換、同時に縄文真脇駅に改称[1]。
- 2005年（平成17年）4月1日：能登線廃止に伴い廃駅となる。

## 駅構造
単式ホーム1面1線を有する地上駅。無人駅であった。

## 駅周辺
- 真脇遺跡
- 能登町立真脇小学校（2012年、宇出津小へ統合）
- 高倉出張所
- 真脇郵便局
- 縄文真脇温泉
  - 縄文真脇温泉浴場が廃業したため、真脇ポーレポーレ[4]でのみ入浴できる。

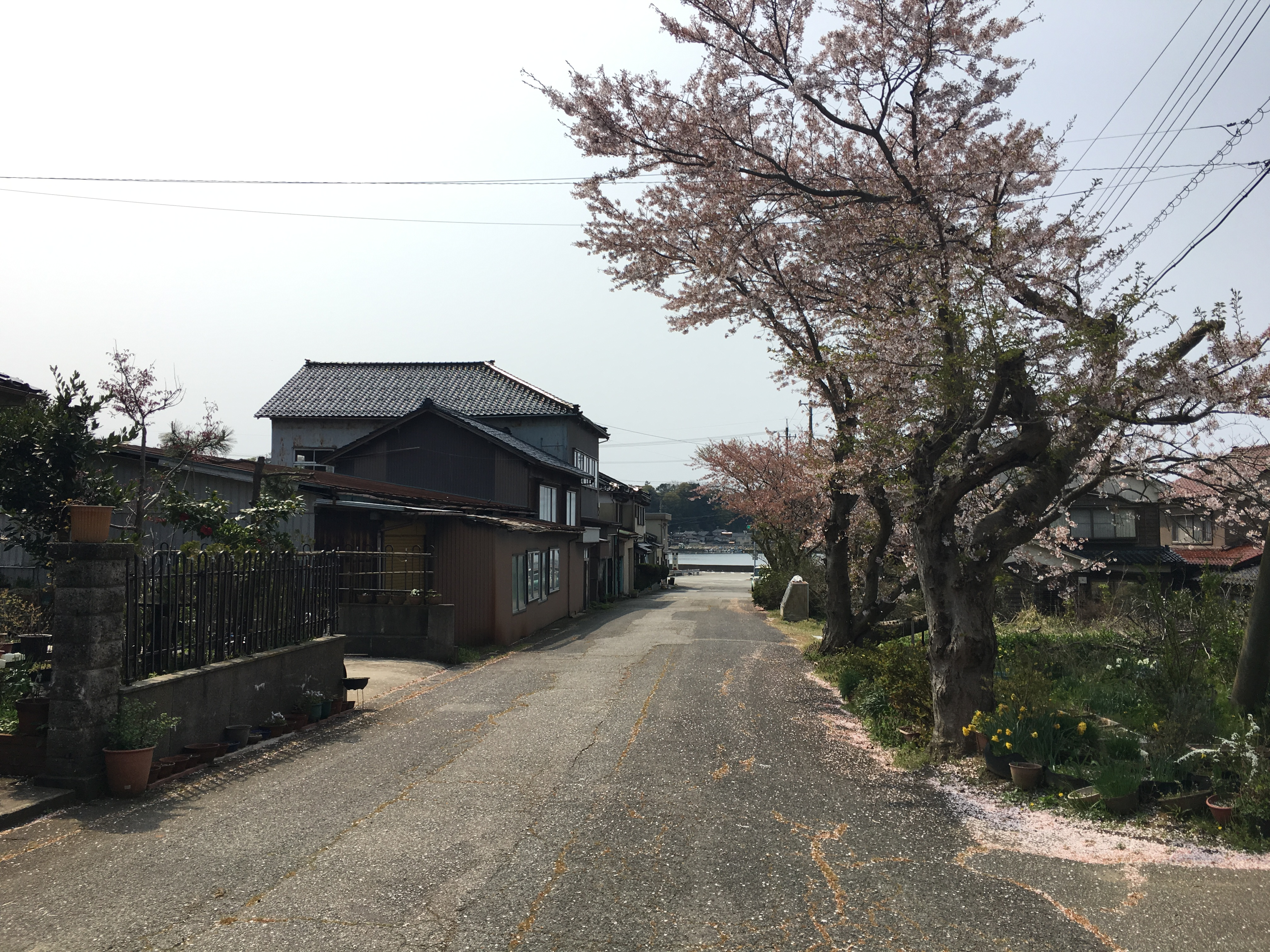
駅前通り（2016年4月）
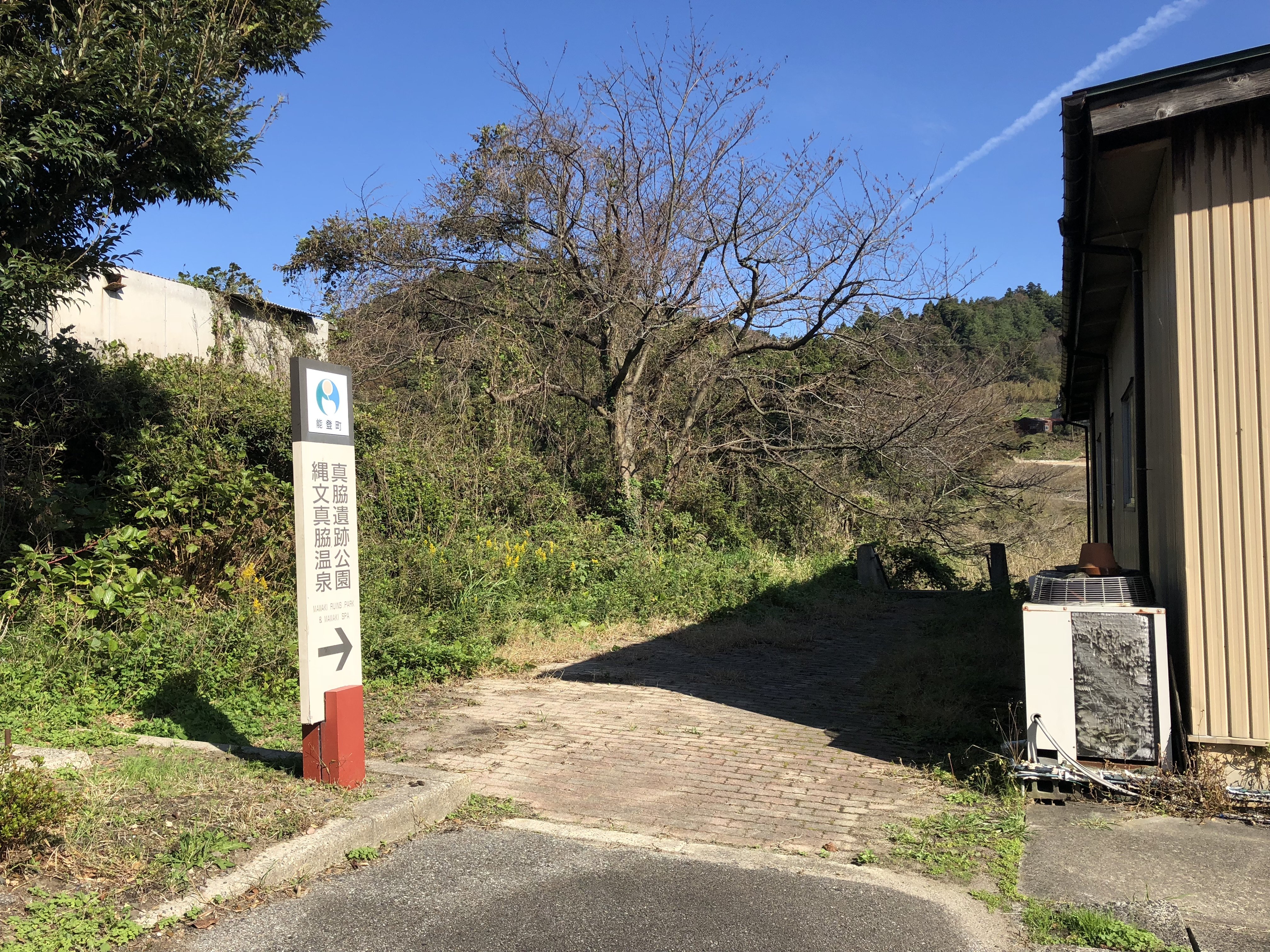
駅前 温泉や遺跡への通路 （2018年10月）

## 隣の駅
のと鉄道
能登線
小浦駅 - 縄文真脇駅 - 九十九湾小木駅